# اوروستونی
اوروستونی (به مجاری: Orosztony) یک شهرداری در مجارستان است که در زالا واقع شده‌است. اوروستونی ۱۸٫۴۵ کیلومتر مربع مساحت و ۴۴۹ نفر جمعیت دارد.